# Micronychia minutiflora
Micronychia minutiflora là một loài thực vật có hoa trong họ Đào lộn hột. Loài này được (H. Perrier) Randrianasolo & Lowry mô tả khoa học đầu tiên năm 2009.